# Ochotona huangensis
Espèce
Synonymes
- Ochotona thibetana huangensis
Matschie, 1908

Statut de conservation UICN

 LC  : Préoccupation mineure
Ochotona huangensis est une espèce de la famille des Ochotonidae. Comme tous les pikas, c'est un petit mammifère lagomorphe.

## Liste des sous-espèces
Selon NCBI (3 juil. 2010) :
- sous-espèce Ochotona huangensis xunhuaensis

## Distribution
Cette espèce se rencontre jusqu'à 4 000 m d'altitude dans les provinces du Shaanxi, du Gansu, du Qinghai, du Sichuan, du Shanxi, du Henan et du Hubei en Chine

## Publication originale
- Matschie, 1908 : Über chinesische Säugetiere, besonders aus den Sammlungen des Herrn Wilhelm Filchner. Wissenschaftliche Ergebnisse der Expedition Filchuers nach China und Tibet, Band X, Teil 1, p. 134-244 (texte intégral).